# Chiesa di Santa Margherita Maria Alacoque
La chiesa di Santa Margherita Maria Alacoque è un luogo di culto cattolico di Roma, nel rione Esquilino, in via Germano Sommeiller.
La chiesa, annessa all'Istituto Cor Iesu delle Apostole del Sacro Cuore di Gesù, fu costruita su disegno degli architetti Pietro Picca e Raffaele Pietrostefani tra il 1922 ed il 1925, ma consacrata solamente nel 1950.
L'edificio è ad un'unica navata. Pitture di Cleto Liuzzi decorano l'altare maggiore e due altari laterali. Sull'altare maggiore è collocata una tela raffigurante Santa Margherita Maria, con gli apostoli Pietro e Paolo, e i santi Francesco di Sales e Francesco Saverio in adorazione del Sacro Cuore.
Vi è sepolta la beata Clelia Merloni, fondatrice delle Apostole del Sacro Cuore di Gesù.
La chiesa è famosa a Roma perché in essa ricevette la prima comunione nel 1936 Antonietta Meo, il cui corpo oggi riposa nella basilica di Santa Croce in Gerusalemme.